# Ashley Nicoll
Ashley Nicoll, född den 10 oktober 1963 i Toronto, Kanada, är en kanadensisk ryttare.
Hon tog OS-brons i lagtävlingen i dressyr i samband med de olympiska ridsporttävlingarna 1988 i Seoul.